# コダマ (企業)
株式会社コダマは 大阪府大阪市生野区巽西1丁目に本拠を置く金・銀・錫めっき加工を行う総合めっきメーカー。車載部品、電力関連製品・金型・工具・防衛装備品などに幅広く採用されている。同社在籍のめっき技能士は、全国鍍金工業組合連合会が主催する「全国めっき技術コンクール」にて、多くの上位入賞実績がある。

## 概要
1960年（昭和31年）4月創業の老舗企業。精密な部分めっきや、耐食性を飛躍的に高めた無電解ニッケルめっきなどめっきに付加価値を付けた同社の「機能めっき」は自動車、半導体、宇宙・航空機などの業界で幅広く採用され、取引先は2000社以上。1970年の大阪万博では、来場者向け記念メダルのめっき加工を受注し、業績を伸ばす。1991年から1993年頃のバブル崩壊期には、めっき業界は価格競争の荒波に直面。世界的な価格競争に打ち勝つため、従来の装飾めっきからより付加価値の高い機能めっきへの転換を図り成功。機械を一新し一時的な売上げ減少を経たものの、2003年頃からはウェブ戦略に注力。10年がかりで業績を伸ばし成長。
特に樹脂などでマスキングする方法及び、露光装置を使用してレジストマスキングする方法を活かした高精度な部分めっきは特筆され、ひずみセンサーの基板などに活用されている。更に、独自技術の無電解ニッケルめっき「コダテクト」は耐食性と耐摩耗性に優れ、半導体製造装置や防衛装備品などに使用されている。
現在の代表者である児玉益子は2010年の就任後、将来を見据えた「理念経営」を掲げ、町工場から企業へと成長させるために大学生の新卒採用を開始。課題であった労務管理に着手。従業員の意識改革や福利厚生にも注力し、男性社員の育児休暇取得率100%を達成。職場環境づくりも整備。2010年の社長就任以降、13年で売り上げ2倍、社員数1.5倍化を達成した。
「委員会活動」や「元気が出る朝礼」新入社員研修会や委員会活動を紹介する社内報「わくわく！ コダマ新聞」などのユニークな取り組みは厚生労働省ホームページなどにも「人材育成事例」として紹介された。日刊工業新聞第32回優秀経営者顕彰を受賞する。
2024年には、技術力と人材育成、最新の排水処理システムを導入するなどの環境対策などが評価され、大阪府から「大阪ものづくり優良企業賞2024」最優秀企業賞を受賞。

## 沿革
- 1960年 - 大阪市生野区勝山にて児玉鍍金工所を創業。建築金物部品の装飾めっきを行う。
- 1965年 - 大阪市生野区巽東に移転。装飾めっき各種を手がける。
- 1970年 - 大阪での日本万国博覧会の公式メダルや沖縄海洋博覧会のメダルのめっきを手がける。メダル専用めっき自動機の開発。
- 1982年 - 事業拡大にともない現所在地に工場を新設。社名をコダマメッキと改める。
- 1985年 - 全自動ラック掛けめっき装置の導入。硫酸銅めっき・光沢ニッケルめっき・光沢ニッケルクロムめっきなど。
- 1990年 - 新工場B棟新設。錫めっき部門の開設。ラックおよびバレルスズめっき（光沢・半光沢・無光沢）など。
- 1991年 - 全自動バレルニッケルめっき装置の導入。青化銅めっき・ニッケルめっき・スズコバルトめっきなど。
- 1992年 - ガラクロムめっき法の開発に成功。クロムめっきで微細製品を大幅なメッキコスト削減を可能にした。ガラクロム（バレルクロム）各種ねじ・小物製品のガラクロムめっきの開始。
- 1993年 - 工業用（硬質）クロムめっき部門の開設。工具のめっき加工に着手 (工業用)硬質クロム。
- 1995年 - 化成処理部門の開設。電子部品のめっき委託加工の着手。アロジン処理（1000･1200）化成処理。
- 1996年 - 機能メッキ部門の開設。電子部品・通信機器・のめっき加工に着手。各種電気および無電解めっき。
- 1999年 - アロジン処理のイオンクロマトグラフのコンタミテストをクリアー。 ナノテクノロジーの研究に着手。
- 2001年
  - 工場内の環境改善計画に基づき整備を図る。ナノテクノロジーの融合によるめっきでのものづくり研究に着手。
  - 有限会社コダマを設立。ナノテクノロジー研究会に参画。
  - ISO9002認証取得。品質管理システムの構築による品質安定・品質改善。
- 2002年 - 超耐食性無電解ニッケルめっきラインの新設。防衛庁の特殊無電解ニッケルめっきの量産加工開始。
- 2003年 - 株式会社に組織変更。化成処理・アロジン処理部門の増設。クロムフリーアロジン処理（ノンクロムアロジン処理）に着手。
- 2004年 - 特殊無電解ニッケルめっきラインの増設。納期スピード対応に着手。
- 2005年 - デジタルマイクロスコープの導入。検査機器の充実を図る。
- 2006年 - 本社・研究開発センター落成。研究開発体制の強化。
- 2007年
  - 最新排水処理施設設置。
  - ISO14001認証取得。環境管理体制の強化。
- 2008年 - 工場C棟完成。
- 2010年 - 代表取締役児玉益子就任。
- 2012年 - アルミ素材専用のめっきライン設備の拡充。
- 2013年 - 銀めっきラインの設備の拡充。光沢銀めっきの増設・無光沢銀めっきの新設など。
- 2014年 - 硬質クロムメッキライン設備の拡充。5号槽を導入。工場C棟に亜鉛めっきラインを新設。
- 2015年 - 第32回 優秀経営者顕彰 日刊工業新聞社賞 受賞。
- 2018年 - 全国めっき技術コンクールで小中啓士が厚生労働大臣賞受賞（日本1位）。[11]
- 2019年 - 安全防犯システムの強化。小中啓士が装飾クロム（研磨なし）部門で厚生労働省人材開発統括官賞を受賞（日本2位）。
- 2020年 - コダマ創業60周年・第2工場として巽中工場が完成。情報セキュリティーの強化 UTMを設置。
- 2021年 - 蛍光X線膜厚測定器を巽中工場に導入。
- 2022年
  - 健康経営優良法人2022に認定。
  - 健康経営優良法人認定制度（METI/経済産業省）。
  - パートナーシップ構築宣言企業（令和４年）認定。
  - コダマのSDGsを推進。
  - 松谷有樹が硬質クロムめっき部門で厚生労働省人材開発統括官賞 受賞（日本2位）。
  - 小中啓士が装飾クロム（研磨なし）部門で全国中小企業団体中央会会長賞 受賞（日本7位）。
  - 玉城秀幸が全国めっき技術コンクール 研磨-装飾クロム部門で日刊工業新聞社賞 受賞（日本9位）。
- 2023年
  - 健康経営優良法人2023に認定。
  - 本社工場もDX化の取り組み（Salesforceの活用）に着手。
  - 全鍍連 優良環境事業所の認定。
  - コンクール強化チームAが無研磨ー無電解ニッケルめっき部門で厚生労働省人材開発統括官賞を受賞（日本2位）。
- 2024年
  - 健康経営優良法人2024に認定。
  - 小中啓士が全国めっき技術コンクール 研磨-装飾クロム部門で中央職業能力開発協会長賞 受賞（日本4位）。
  - グエン ヴァン ダットが 装飾クロム（研磨なし）部門で中央職業能力開発協会長賞を受賞（日本4位）。
  - 松谷有樹が硬質クロムめっき部門で日刊工業新聞社賞 受賞（日本9位）。
  - FUJIWARA Mk-Ⅱ Cチームが無電解ニッケルめっき部門で日刊工業新聞社賞 受賞（日本9位）。
  - 大阪ものづくり優良企業賞2024「匠」最優秀企業賞受賞。
  - 大阪府いきいき元気宣言事業者登録。
  - 女性活躍リーディングカンパニー2024 大阪市認証。
  - 中小企業版SBT(Science Based Targets)に認定。
- 2025年
  - 健康経営優良法人2025に認定。
  - 大阪ヘルスケアパビリオン（バーチャル大阪ヘルスケアパビリオン） - 2025年 日本国際博覧会に出展。
  - Youtube、Tiktok、Instagram等のSNS運用を開始。

## 受賞歴
- 全国めっき技術コンクール

厚生労働大臣賞・厚生労働省人材開発統括官賞・中央職業能力開発協会長賞・日刊工業新聞社賞　受賞
- 第32回 優秀経営者顕彰 日刊工業新聞社賞 受賞
- 大阪ものづくり優良企業賞2024「匠」最優秀企業賞
- 健康経営優良法人2025
- 大阪府 男女いきいき元気宣言 事業者登録
- 大阪市 女性活躍リーディングカンパニー 三ツ星認証

## 所在地
- 本社・工場 - 大阪府大阪市生野区巽西1丁目9番35号
- 巽中工場 - 大阪府大阪市生野区巽中1丁目2番9号

## 主要取引先
- 新生電子株式会社
- 日東精工株式会社
- 株式会社ホンダ・レーシング
- 株式会社椿本カスタムチェン
- 住電機器システム株式会社
- IDEC株式会社
- 寺崎電気産業株式会社
- 株式会社豊田中央研究所